# Laion De Freitas
Laion Sacoman De Freitas (Foz do Iguaçu, 28 maggio 1989) è un giocatore di calcio a 5 brasiliano.

## Caratteristiche tecniche
Portiere completo sia tra i pali che fuori dalla porta. Attua il portiere di movimento con grande abilità, essendo dotato di un buon tiro e di una discreta tecnica. Per la caratteristica di segnare spesso, è stato soprannominato "portiere goleador".

## Carriera
Debutta nella Liga Futsal con l'Umuarama di cui è terzo portiere nella stagione 2007. Nel maggio dello stesso anno viene tesserato dal Bisceglie che lo inserisce nella propria formazione Under-21 con cui vince, nella stagione seguente, la Coppa Italia di categoria. Con i pugliesi debutta in Serie A rimanendovi fino al giugno del 2012 quando viene ingaggiato dal Kaos. nella formazione emiliana gioca per tre stagioni in Serie A, raggiungendo nella stagione 2014-15 la finale scudetto, persa per mano del Pescara. Dopo una breve parentesi nell'Associação Concordiense de Futsal, nel dicembre del 2015 ritorna nei campionati italiani per giocare con la Partenope in Serie A2. Per la stagione 2016/17 torna in Serie A accasantosi con La Futsal Isola. Dopo un avvio di campionato non esaltante si trasferisce alla Lazio, durante la finestra di mercato di dicembre, dove riprende a giocare sui suoi livelli e segnando anche alcune reti. Per la stagione 2018-19 si accorda con la Feldi Eboli.

## Palmarès

### Competizioni Nazionali
• Campione Paranaense Umuarama AFSU 2007
- Campionato di Serie A2: 1

Olimpus Roma: 2020-21 (girone B)
•Campionato Francesi 2021/2022 (Eletto miglior portiere)

### Competizioni giovanili
- Coppa Italia Under-21: 1

Bisceglie: 2008-09